# Mauricio Macri
Mauricio Macri (Tandil, 1959. február 8. – ) argentin mérnök, politikus, Buenos Aires polgármestere, Argentína elnöke, akinek beiktatására 2015. december 10-én került sor.
Macri elindult a 2019. október 27-én rendezett elnökválasztáson, de a mandátumot ellenfele, a baloldali-centrista Alberto Fernández nyerte el.

## Életpályája
Apja, az olasz származású Francisco Macri, befolyásos argentin üzletember.
2015. december 10-től 2019. decemberéig Argentína elnöke. 